# 巴金賽德
巴金賽德（Barkingside）是紅橋倫敦自治市的一個地區，位於倫敦東北部。在歷史上巴金福德曾是埃塞克斯郡的一部分，直到1965年紅橋倫敦自治市成立為止。巴金賽德是一個民族和宗教十分多元化的地區，並有很高的猶太人比例。